# Lieuwe de Boer
Lieuwe de Boer (26 giugno 1951) è un ex pattinatore di velocità su ghiaccio olandese.

## Palmarès

### Olimpiadi
- 1 medaglia:
  - 1 bronzo (Lake Placid 1980 nei 500 metri)